# Lándzsásötfalu
Landzsásötfalu (1899-ig Primfalu, szlovákul Hôrka, németül Horke) község Szlovákiában, az Eperjesi kerület Poprádi járásában.

## Fekvése
Poprádtól 8 km-re délkeletre fekszik.

## Nevének eredete
Magyar nevét onnan kapta, hogy öt faluból (Kissócz-Kischendorf, Primfalu-Preimsdorf, Miklósfalu-Nickelsdorf, Horka és Szentandrás-Andreasdorf) egyesült a 19. század közepén, melyek az ún. lándzsás kerülethez tartoztak.

## Története

### Primóc
A falurészek közül először Primócot említik 1312-ben „villa Primi” néven. Primóc 1312 előtt a Henrik comes által Primnek adott birtokrészen keletkezett. 1317-ben Lőcse város birtoka. 1399-ben „Primfalua” alakban említik. 1411-ben Luxemburgi Zsigmond a vágsziklási karthauzi rendnek adományozta. 1787-ben 8 háza és 47 lakosa volt.
A 18. század végén Vályi András így ír róla: „PRIMÓCZ. Tót falu Szepes Vármegyében, földes Ura Kubínyi Uraság, lakosai katolikusok, fekszik Svabócznak szomszédságában, és annak filiája, határjában fája nints, más javai középszerűek, második osztálybéli.” 1828-ban 10 házában 79 lakos élt.
Fényes Elek 1851-ben kiadott geográfiai szótárában így ír a faluról: „Primócz, tót falu, Szepes vármegyében, Svabócz fil. 70 kath. lak. Van itt Mercz uraságnak egy udvarháza. Ut. p. Horka.” A 19. század közepén egyesült Horkával.

### Szentandrás
Szentandrás területe már a kőkorszakban lakott volt. 1317-ben „Sanctus Andreas” néven említik először. 1382-ben „Zenthandras”, 1435-ben „Zekyzenthanandras” volt a neve. 1787-ben 24 háza és 186 lakosa volt.
A 18. század végén Vályi András így ír róla: „SZENT ANDRÁS. Tót falu Szepes Várm. földes Ura Budaházy Uraság, lakosai katolikusok; határja jó, de egy része középszerű.” 1828-ban 20 házában 148 lakos élt. 1850-54-ben járási székhely.
Fényes Elek 1851-ben kiadott geográfiai szótárában így ír a faluról: „Szent-András, (Svati Ondrey), tót falu, Szepes vmegyében, ut. p. Horkához közel a liptói postautban, 146 kath., 3 evang. lakossal s jó savanyuviz-forrással. Alkotó részei: szén-savany-szesz, elszáló vasvitriol, ércz-mész (ochra), elemésztő föld, keserűsó, bányász alkali. Használ a felesleges csípős nedvtől származott bajokban, s a gyengeségi nyavalyákban. F. u. Szentandrásy, Mercz, Szmrecsányi, Sváb, Hatbafny s m.” A 19. század közepén egyesült Horkával.

### Kisóc
Kisócot 1324-ben „Hisfalua” alakban említik először. 1511-ben „Hysowecz” néven tűnik fel. Egykor vas- és mangánbányászok lakták. 1787-ben 38 házában 192 lakos élt.
A 18. század végén Vályi András így ír róla: „KISÓCZ. Kisovcze. Elegyes falu Szepes Várm. földes Ura Glocz Uraság, lakosai katolikusok, fekszik Svaboczhoz nem meszsze, és annak filiája, Ispotállya is vagyon, és két majorja, határjának fele köves, és sovány, fája nintsen elég, de más javai vannak.” 1828-ban 32 háza volt 238 lakossal.
Fényes Elek 1851-ben kiadott geográfiai szótárában így ír a faluról: „Kissócz, Szepes vm. tót falu, Svabocz fil., 238 kath. lak. Savanyuviz. F. u. Glosz, Görgei, Stavácz, Marsalkó, s m. Ut. p. Horka.” A 19. század közepén egyesült Horkával.

### Miklósfalva
A 18. század végén Vályi András így ír róla: „MIKLÓSFALVA. Szepes Vármegyében.”
Fényes Elek 1851-ben kiadott geográfiai szótárában így ír a faluról: „Miklósfalva, tót falu, Szepes vmegyében, Svabócz fil., 86 kath., 10 evang. lak. F. u. Vadnay, Sváby s m. Ut. p. Lőcse.”

### Horka
A 13. században élt Bozsa comes nevét viselte. Horka 1347-ben „Bosafalua” alakban szerepel először írásban. 1787-ben 12 háza és 78 lakosa volt.
A 18. század végén Vályi András így ír róla: „HORKA. Elegyes tót falu Szepes Várm lakosai katolikusok, mind a’ két féle fája szűken van, határjának 1/4 sovány, több javaik középszerűek.” 1828-ban 9 házában 61 lakos élt. Lakói bányászattal, földműveléssel, fuvarozással foglalkoztak.
Fényes Elek 1851-ben kiadott geográfiai szótárában így ír a faluról: „Horka, tót falu, Szepes vmegyében, Lőcséhez nyugotra egy posta állásnyira, a liptói országutban: 61 kath. lak. Van itt Budaházy uraságnak egy udvara, s egy k. postahivatal.” 1850 és 1854 között itt székelt a járásbíróság.
A 19. század közepén egyesült az öt település Primfalu, majd 1899-től Lándzsásötfalu néven. A trianoni diktátumig Szepes vármegye Szepesszombati járásához tartozott.

## Népessége
| Év:            | 1994. | 2004.    | 2014.    | 2024.    |
| -------------- | ----- | -------- | -------- | -------- |
| Emberek száma: | 1254  | 1557     | 1884     | 2155     |
| Eltérés:       |       | +24,16 % | +21,00 % | +14,38 % |

| Év:            | 2023. | 2024.   |
| -------------- | ----- | ------- |
| Emberek száma: | 2158  | 2155    |
| Eltérés:       |       | -0,13 % |

1910-ben a községnek 368, többségben szlovák anyanyelvű lakosa volt, jelentős lengyel és cigány kisebbséggel.
2011-ben 1778 lakosából 1685 szlovák volt.
2021-ben 2108 lakosából 5 (+5) cigány, 3 (+4) ruszin, 2007 (+7) szlovák, 17 (+5) egyéb és 76 ismeretlen nemzetiségű volt.

## Neves személyek
- Szentandráson született 1837-ben Sváby Pál filológus és reáliskolai igazgató.
- Itt hunyt el 1682 után Budaeus György evangélikus lelkész.

## Nevezetességei

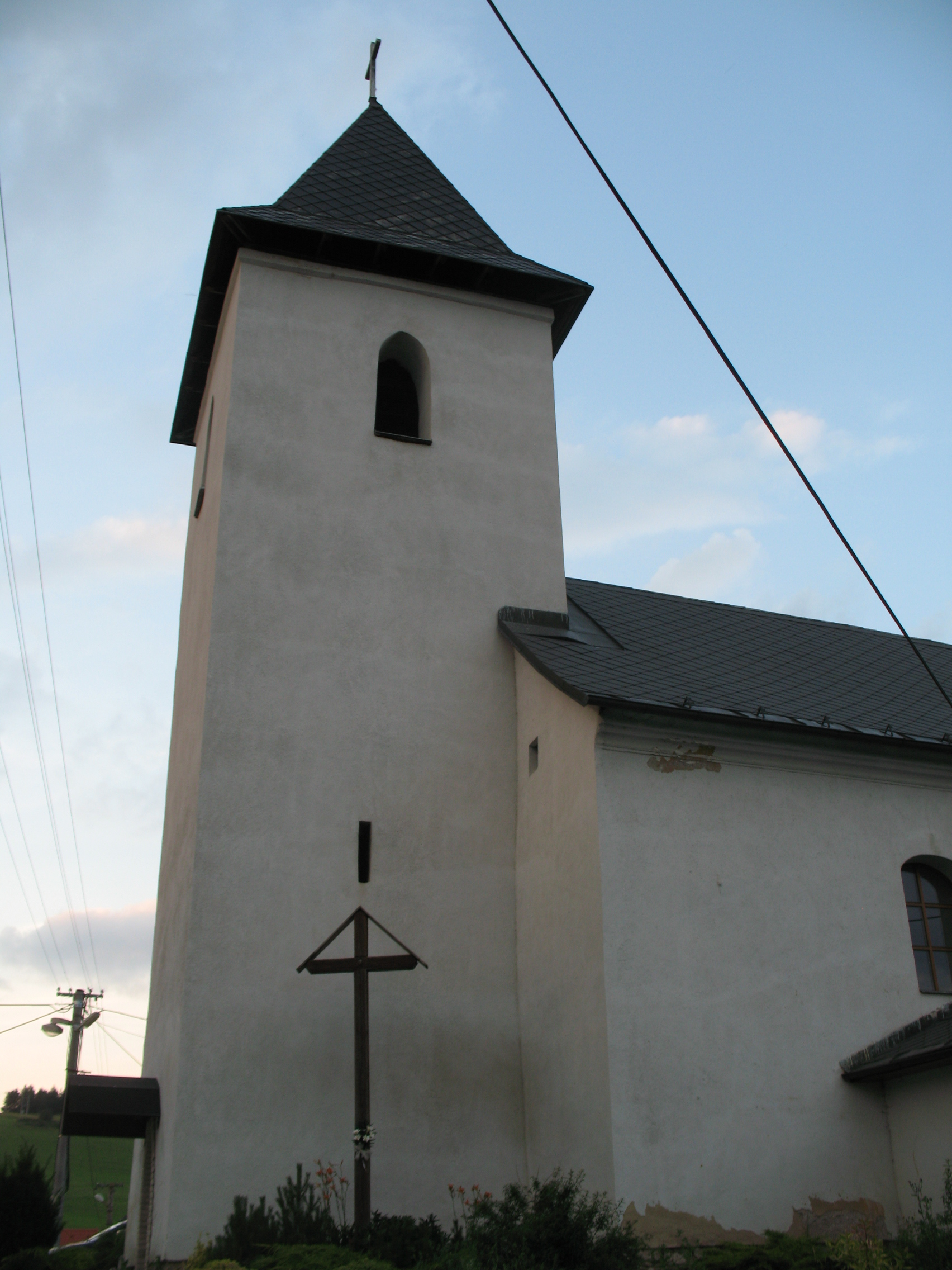
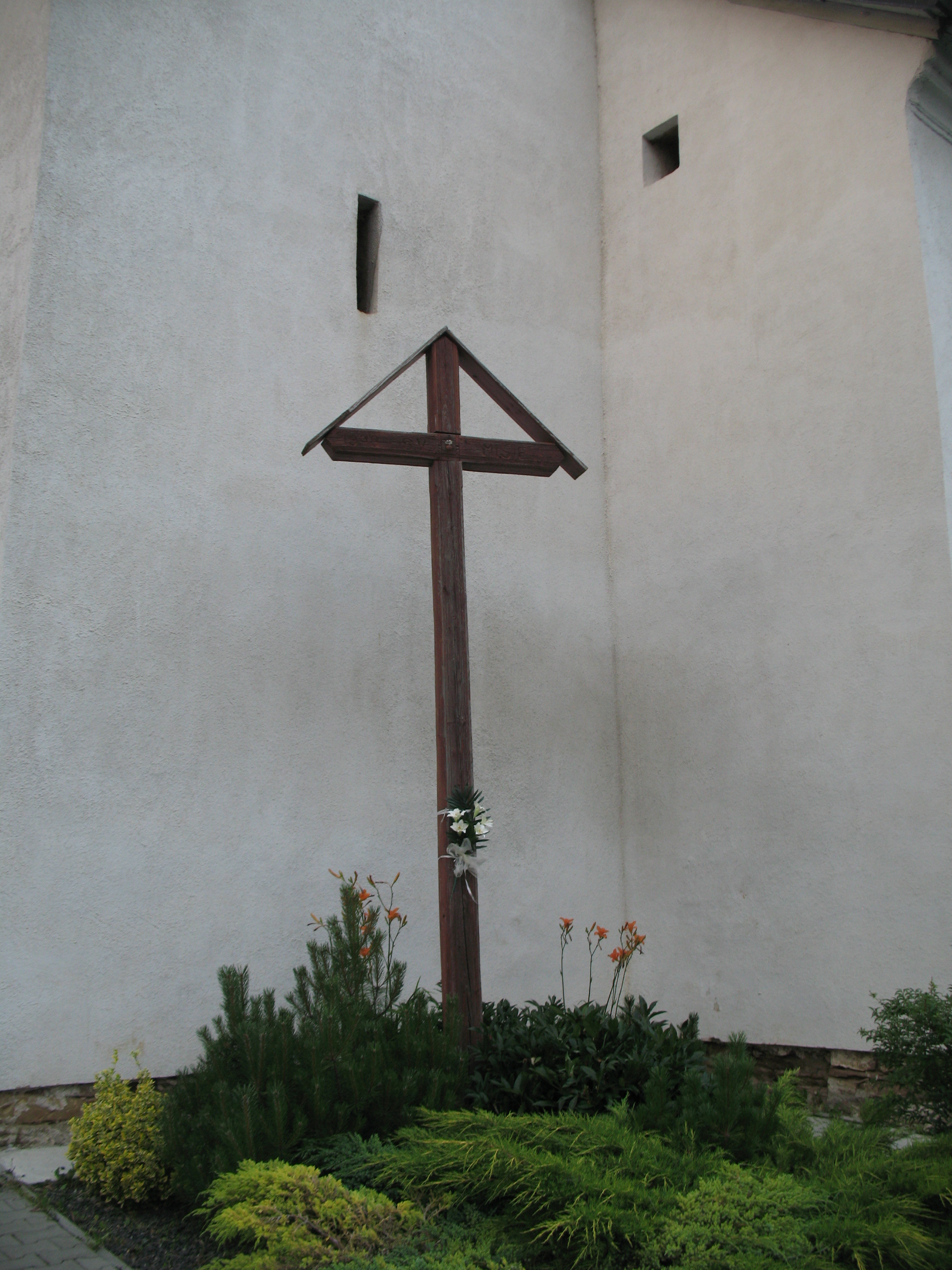
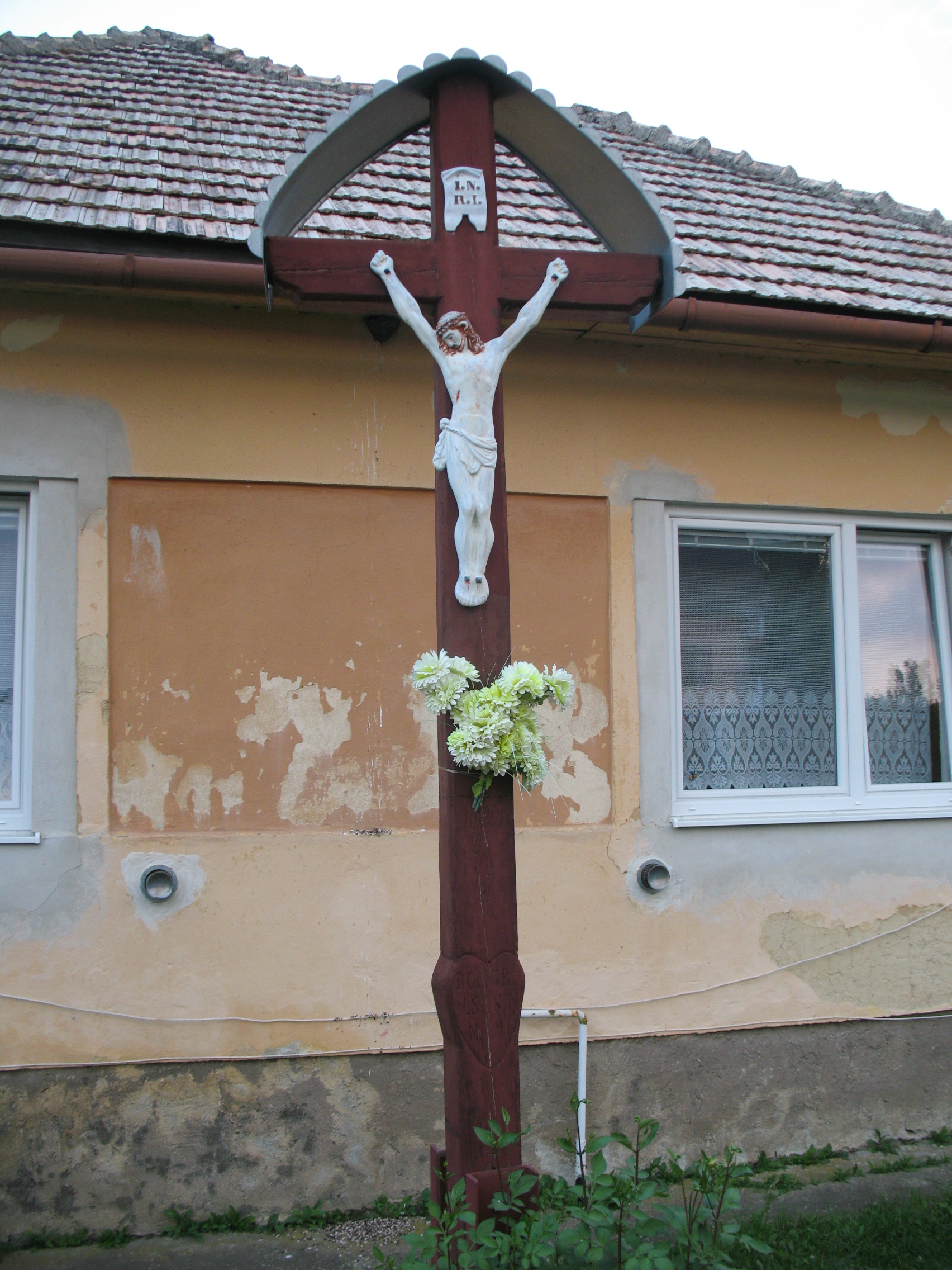

- Szent Andrásnak szentelt római katolikus temploma a 13. században épült, a 18. században átépítették.
- Barokk kápolnáját 1736-ban építették a korábbi kápolna alapjain. Két gótikus szobra a kassai Kelet-Szlovákiai Múzeumban található.